# Chi Vầu đắng
Chi Vầu đắng, tên khoa học Indosasa, là một chi thực vật có hoa trong họ Hòa thảo (Poaceae). Chi này được tìm thấy chủ yếu ở Trung Quốc, Lào và Việt Nam).

## Loài
Hiện tại ghi nhận được các loài:
- Indosasa angustata McClure
- Indosasa bacquangensis Nguyen To Quyen
- Indosasa crassiflora McClure
- Indosasa gigantea (T.H.Wen) T.H.Wen
- Indosasa glabrata C.D. Chu & C.S. Chao
- Indosasa hispida McClure
- Indosasa ingens J.R. Xue & T.P. Yi
- Indosasa jinpingensis T.P.Yi
- Indosasa laotica (A.Camus) C.S.Chao & Renvoize
- Indosasa lipoensis C.D. Chu & K.M. Lan
- Indosasa longispicata W.Y. Hsiung & C.S. Chao
- Indosasa lunata W.T. Lin
- Indosasa parvifolia C.S. Chao & Q.H. Dai
- Indosasa patens C.D. Chu & C.S. Chao
- Indosasa shibataeoides McClure
- Indosasa singulispicula T.H. Wen
- Indosasa sinica C.D. Chu & C.S. Chao
- Indosasa sondongensis Nguyen To Quyen
- Indosasa spongiosa C.S. Chao & B.M. Yang
- Indosasa triangulata J.R. Xue & T.P. Yi